# Audrey Nkamsao
Audrey Nkamsao Mbonda (sinh ngày 28 tháng 7 năm 1989) là một vận động viên người Cameroon thi đấu ở các 400 métvượt rào và chạy 400 mét.
Điểm tốt nhất của cá nhân cô là 54,28 giây trong 400 mét và 58,17 trong các chướng ngại vật 400 mét.

## Thành tích giải đấu
| Năm                   | Giải đấu                | Địa điểm                           | Thứ hạng              | Nội dung              | Chú thích             |
| Representing Cameroon | Representing Cameroon   | Representing Cameroon              | Representing Cameroon | Representing Cameroon | Representing Cameroon |
| --------------------- | ----------------------- | ---------------------------------- | --------------------- | --------------------- | --------------------- |
| 2012                  | African Championships   | Porto Novo, Benin                  | 17th (sf)             | 400 m                 | 55.20                 |
| 2012                  | African Championships   | Porto Novo, Benin                  | 13th (h)              | 400 m hurdles         | 58.94                 |
| 2013                  | Jeux de la Francophonie | Nice, France                       | 12th (h)              | 400 m                 | 56.41                 |
| 2013                  | Jeux de la Francophonie | Nice, France                       | 11th (h)              | 400 m hurdles         | 61.53                 |
| 2013                  | Jeux de la Francophonie | Nice, France                       | 7th                   | 4 × 100 m relay       | 47.23                 |
| 2014                  | African Championships   | Marrakech, Morocco                 | 12th (h)              | 400 m                 | 54.98                 |
| 2014                  | African Championships   | Marrakech, Morocco                 | 7th                   | 400 m hurdles         | 58.90                 |
| 2014                  | African Championships   | Marrakech, Morocco                 | 5th                   | 4 × 100 m relay       | 46.33                 |
| 2014                  | African Championships   | Marrakech, Morocco                 | 5th                   | 4 × 400 m relay       | 3:43.59               |
| 2015                  | African Games           | Brazzaville, Republic of the Congo | 16th (sf)             | 400 m                 | 56.33                 |
| 2015                  | African Games           | Brazzaville, Republic of the Congo | 5th                   | 400 m hurdles         | 59.18                 |
| 2015                  | African Games           | Brazzaville, Republic of the Congo | –                     | 4 × 400 m relay       | DQ                    |
| 2016                  | African Championships   | Durban, South Africa               | 9th (h)               | 400 m hurdles         | 59.70                 |
| 2017                  | Jeux de la Francophonie | Abidjan, Ivory Coast               | 7th                   | 400 m                 | 55.74                 |
| 2017                  | Jeux de la Francophonie | Abidjan, Ivory Coast               | 5th                   | 400 m hurdles         | 60.53                 |
| 2018                  | African Championships   | Asaba, Nigeria                     | 8th                   | 400 m hurdles         | 61.35                 |
| 2018                  | African Championships   | Asaba, Nigeria                     | 5th                   | 4 × 100 m relay       | 46.26                 |

## Thành tích cá nhân tốt nhất
Ngoài trời
- 400 mét - 54,28 (Genève 2012)
- Vượt rào 400 mét - 58,17 (Genève 2015)

Trong nhà
- 400 mét - 54,96 (Aubiére 2012)